# 오로촌어
오로촌어(Orochon) 또는 오로첸어(Oroqen, 중국어: 鄂伦春语 어룬춘어[*])는 만주의 오로촌족이 모어로 사용하는 퉁구스어족 언어이다. 화자는 중국 다싱안링산맥, 샤오싱안링산맥의 연접하는 지역에 분포되어 있으며，내몽골 자치구의 오로촌 자치기, 자란툰과 헤이룽장성의 후마, 쉰커, 아이후이, 자인 등이 포함되어 있다.
오로촌족 약 7천 인구 중, 약 2100명이 오로촌어를 사용한다. 오로촌족의 대부분은 중국어를 문어로 사용하며, 일부 인구는 다우르어도 구사한다.

## 참고 자료
- 聂鸿音（2003）著《中国少数民族语言》，北京，语文出版社 ISBN 978-7-80184-780-5